# Roches-Noires
Roches-Noires o Assoukhour Assawda (en àrab الصخور السوداء, aṣ-Ṣuẖūr as-Sawdāʾ; en amazic ⵙⵓⵅⵓⵔ ⵙⴰⵡⴷⴰ) és un districte (arrondissement) de la ciutat de Casablanca, dins la prefectura de Casablanca, a la regió de Casablanca-Settat, al Marroc. Segons el cens de 2014 tenia una població total de 115.704 persones.